# Bernie Mehen
Bernard Joseph Mehen, detto Bernie (Wheeling, 19 settembre 1918 – Sylvania, 11 maggio 2007), è stato un cestista statunitense, professionista nella NBL.
Era il fratello di Dick Mehen.

## Carriera
Giocò per due stagioni nella NBL, disputando complessivamente 95 partite con 6,9 punti di media.